# Roger Hassenforder
Roger Hassenforder   (Sausheim, 23 de juliol de 1930 - Colmar, 3 de gener de 2021) fou un ciclista francès que fou professional entre 1952 i 1965. Durant la seva carrera esportiva aconseguí una trentena de victòries, entre les quals destaquen vuit etapes al Tour de França i una a la Volta a Espanya.
Va tenir una gran popularitat entre els aficionats al ciclisme per les seves extravagàncies i haver estat un gran animador de les curses en què prenia part. En retirar-se del ciclisme regentà un restaurant a Kaysersberg, Alsàcia.

## Palmarès
- 1952
  - 1r del Trofeu de les Províncies franceses
- 1953
  - 1r del Tour del Sud-est i vencedor d'una etapa
  - Vencedor d'una etapa del Critèrium del Dauphiné Libéré
- 1954
  - Campió de França de persecució B al juny
  - Campió de França de persecució C a l'octubre
  - 1r del Critèrium nacional
  - 1r de la Ronda d'Aix
  - 1r del Gran Premi dels Aliats a Joinville
  - Vencedor d'una etapa al Tour de l'Oest
- 1955
  - 1r del Tour de Pircardia
  - Vencedor d'una etapa al Tour de França
- 1956
  - 1r del Critèrium nacional
  - 1r del Critèrium de l'Echo d'Oran
  - Vencedor de 4 etapes al Tour de França
- 1957
  - 1r a la Miniac-Morvan
  - Vencedor de 2 etapes al Tour de França
  - Vencedor d'una etapa a la Volta a Espanya
- 1958
  - 1r del Critèrium nacional
  - Vencedor d'una etapa al Tour de l'Oest
  - Vencedor d'una etapa del Midi Libre
- 1959
  - 1r dels Boucles del Sena
  - Vencedor d'una etapa al Tour de França

### Resultats al Tour de França
- 1953. Abandona (10a etapa). Porta el mallot groc durant 4 dies
- 1954. Abandona (7a etapa)
- 1955. Abandona (8a etapa). Vencedor d'una etapa
- 1956. 50è de la classificació general i vencedor de 4 etapes
- 1957. Abandona (17a etapa). Vencedor de 2 etapes
- 1959. Abandona (15a etapa). Vencedor d'una etapa

### Resultats a la Volta a Espanya
- 1957. Abandona. Vencedor d'una etapa